# Xystrocera elongata
Xystrocera elongata là một loài bọ cánh cứng trong họ Cerambycidae.